# Kostel svatého Mikuláše (Horní Branná)
Kostel sv. Mikuláše v Horní Branné je původně gotický kostel s barokní přístavbou kaple Svaté Trojice, která vznikla okolo roku 1740. Je chráněn jako kulturní památka.

## Historie

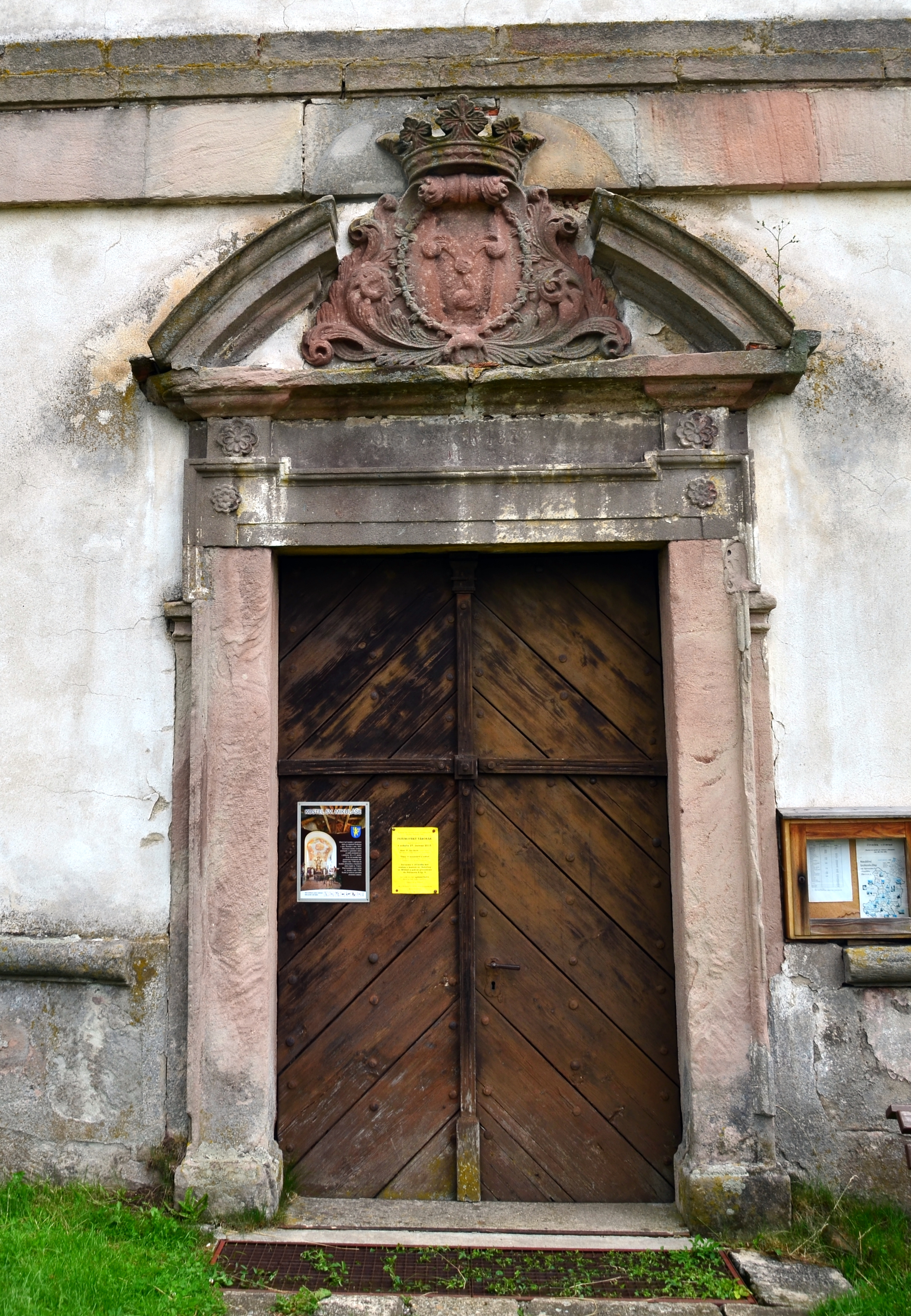
Portál se znakem rodu Harrachů

Kostel sv. Mikuláše je nejstarším kostelem v celém Podkrkonoší, pod správu farnosti v Branné spadaly všechny kostely z okolních vesnic jako pobočky (filiálky). Původně zde stál dřevěný kostel, založený zřejmě někým z Vartenberků, odnože prastarého šlechtického rodu Markvarticů. Během husitských válek byl zničen a přilehlá fara vypálena. Kamenný kostel byl vystavěn až po více než sto letech, roku 1557, kdy se Vilém z Valdštejna přestěhoval ze štěpanického hradu do Lomnice nad Popelkou; Štěpanice se tím znovu staly filiálkou branské farnosti. Postupně byly přistavovány další části.
Presbyterium, jež nechal vystavět branský hejtman Jiří Šípař Zásmucký ze Zásmuk na počátku 17. století. Dosavadní dřevěná zvonice byla roku 1700 nahrazena kamennou kostelní věží vysokou 40,3 m se zvonem sv. Mikuláše. Stavbu financoval Ferdinand hrabě z Harrachu. Věž byla několikrát poškozena bouřemi, naposledy roku 1877. Barokní kaple sv. Trojice přibyla roku 1740 a rozšířila tak stavbu nevelkého kostela.
Roku 1883 byl během pokládání nové dlažby objeven vstup do malé krypty ležící pod sakristíí. Uvnitř bylo nalezeno několik rakví. Pouze na jediné rakvi bylo uvedeno jméno zesnulého – František Xaverius Hoffman, revident harrachovského panství, který zemřel v Horní Branné roku 1777.
Při této rekonstrukci kostela došlo také k odkrytí desek uprostřed budovy, pod nimiž jsou pochovány patrně dva kněží, soudě podle nalezených zbytků kněžského ornátu. Jedním z kněží byl zřejmě děkan a biskupský vikář z horní Branné Bedřich Josef Kord, který zemřel roku 1758.

## Exterier

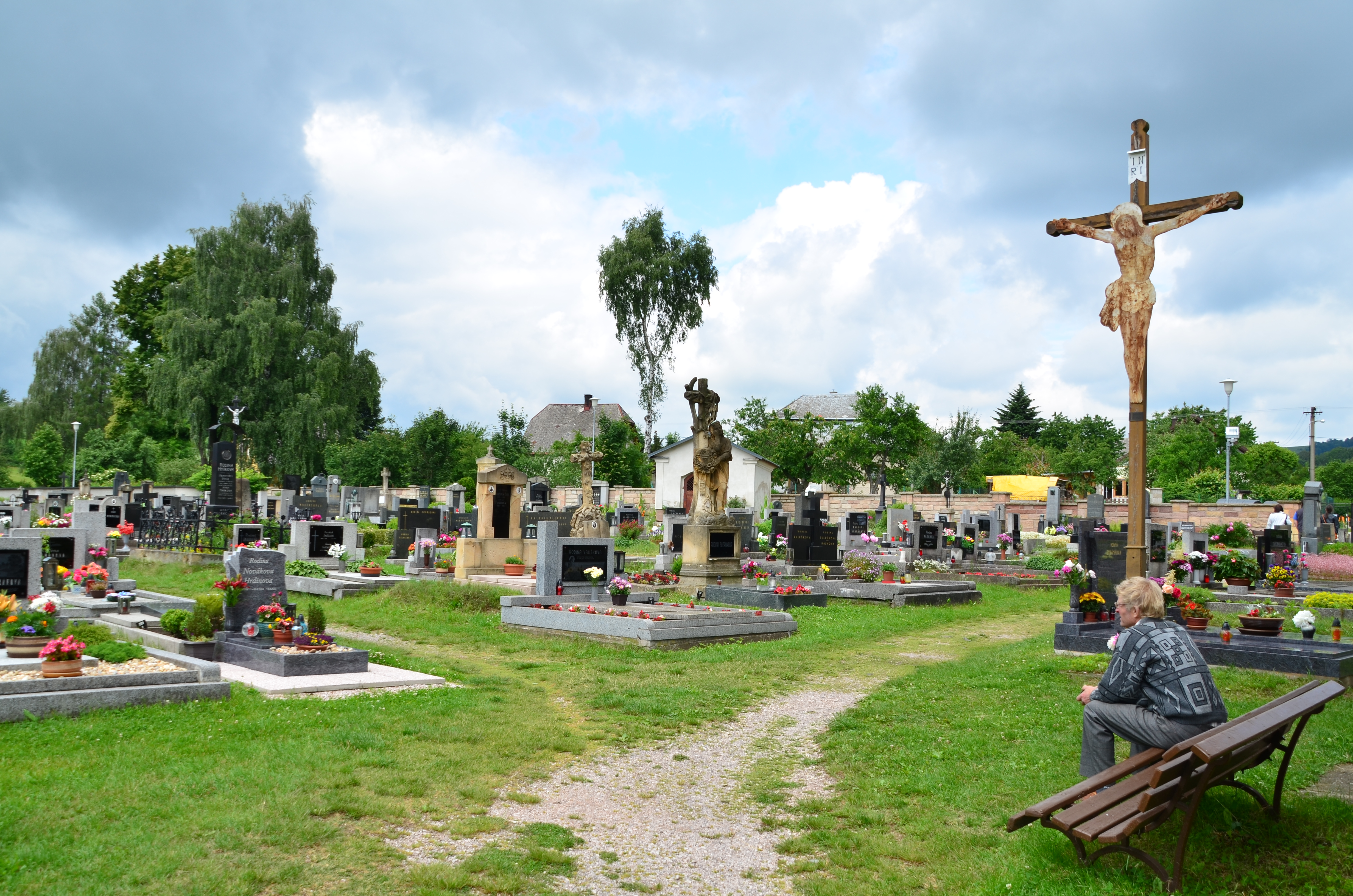
Hřbitov u kostela

Kostel se nachází na pozemku obecního hřbitova. Dříve se pohřbívalo kolem celého kostela, hřbitov se více rozrostl po přikoupení pozemků v letech 1863 a 1910. Ke kostelu náleží i farní budova, jež byla původně také dřevěná a stála zde do roku 1574. Později byla postavena kamenná budova, kvůli nedostatečné velikosti byla roku 1710 nahrazena současnou stavbou, která vznikla nákladem Aloise hraběte z Harrachu.
V gotické části kostela se nachází dvojdílná lomená okna, kružby a vitráže však nejsou původní. Na bocích presbyteria se jedná o okna, jejichž vrcholové kružby jsou tvořeny čtyřlaločnou kružnicí a dělicí pruty jsou zakončený tzv. jeptiškou (trojlaločný obrazec zakončující kružbu). V čele presbytáře jsou okenní kružby plaménkové rotující.
Okna ústící do barokní kaple Nejsvětější Trojice, mají tvar kněžského ornátu, jedná se o tradiční tvar barokních oken – tzv. kasulová okna (lat. Casula = ornát).
Střecha nad hlavní lodí je sedlová, kaple Nejsvětější trojice je zastřešena mansardovou střechou. Na zvonicové věžičce je střecha cibulová zakončená makovicí s křížem. Stejně je řešena i věžička nad presbytářem, obě mají otevřené lucerny bez žaluzií. Báň nad kostelní věží je zvonová. Do zvonice vybíhá z jižní strany venkovní točité schodiště.

### Západní strana
Hlavní průčelí je orientováno na západní stranu. Nad hlavním vchodem je na portálu znak patronů hraběcí rodiny z Harrachu se třemi pštrosími pery zasunutými ve zlaté kouli. V srpnu 1958 přibyla u hlavního vchodu socha sv. Josefa, která se původně nacházela na rohu zámecké zahrady na jilemnické křižovatce. V současnosti je ale socha z roku 1740 umístěna z jižní strany před presbytářem.
Nad hlavním průčelím je umístěna i hranolová kostelní věž nesoucí hodiny s anglickým strojkem, které věnoval kostelu Bedřich hrabě z Harrachu roku 1747. Současné hodiny byly pořízený z odkazu Františky Konvalinkové, jež zemřela v Horní Branné roku 1887. Na věži je umístěn také největší a nejstarší zvon kostela – 1800 kg vážící zvon sv. Mikuláš. Zvon pochází již z doby založení kostela a na rozdíl od menších zvonů z doby Adama a Hynka z Valdštejna se nestal obětí válečných rekvizicí a přečkal až do současnosti. Původní zvon byl doplněn novými zvony Maria (300 kg) a Václav (140 kg), které byly ulity v letech 1989–1993 rodinou Manouškovou.

### Východní strana

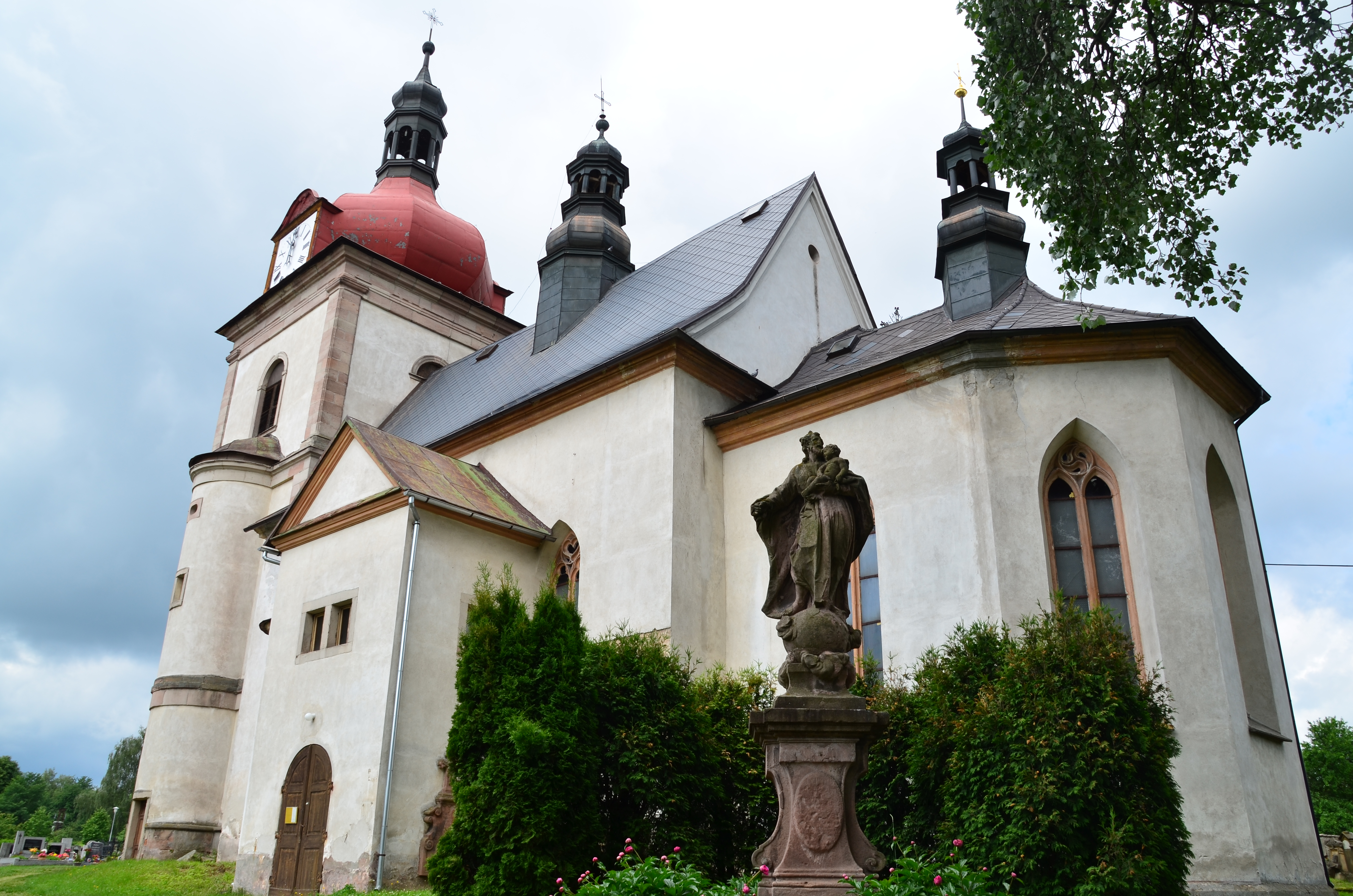
Závěr kostela

Proti hlavnímu vchodu, tedy směrem na východ, se nachází trojboce zakončený presbytář.

### Severní strana
Na severní straně je barokní přístavba kaple Nejsvětější Trojice a sakristie. U severní zdi je umístěn také náhrobek Františka Střížka, donátora branského kostela, z roku 1701.

### Jižní strana
Na jižní straně se nachází boční vchod.

## Interier

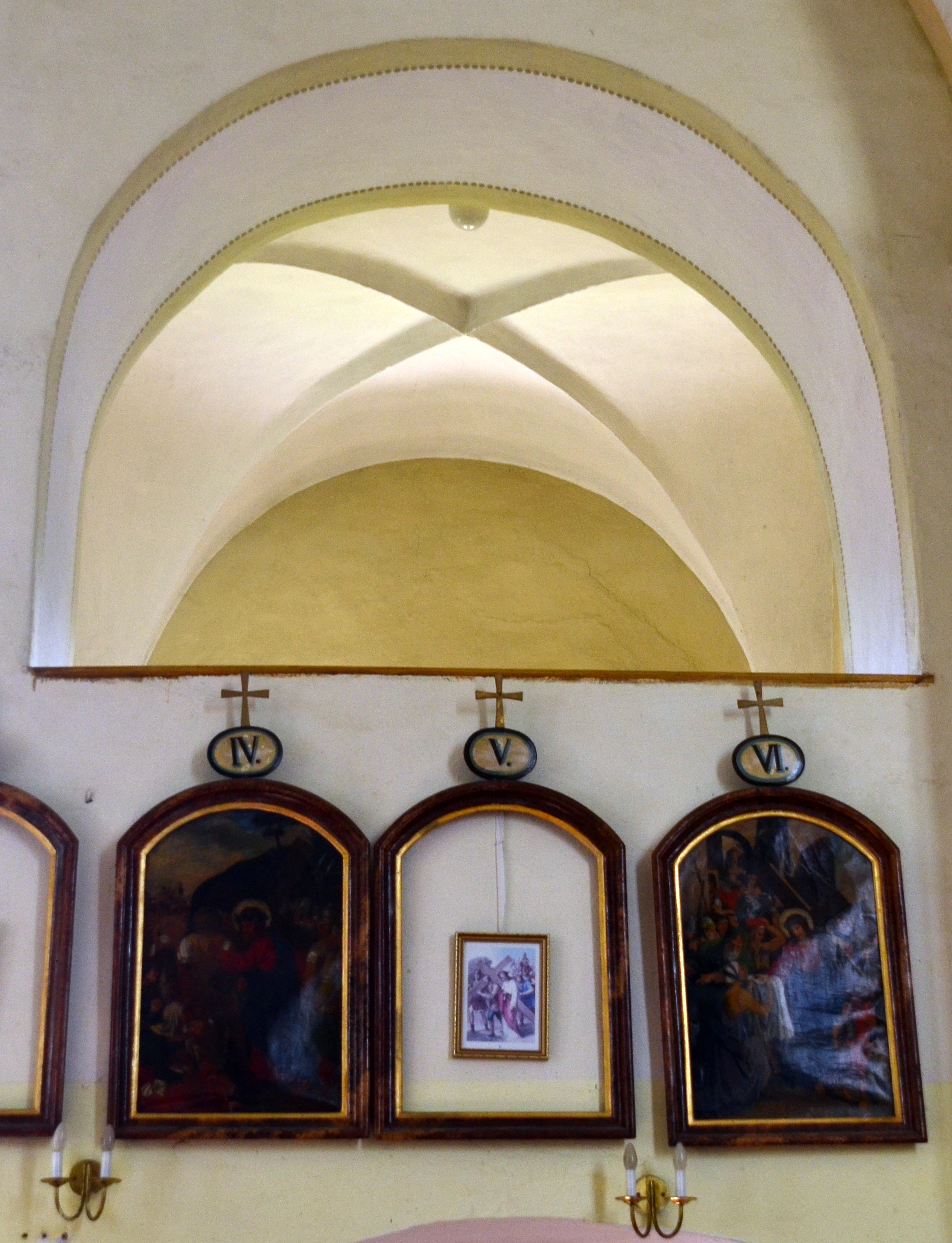
Křížová klenba s hřebínky v předsíňce

Kostel sv. Mikuláše je tvořen jedinou lodí, která je stejně jako presbytář zaklenuta renesanční křížovou klenbou s výrazně vytaženými hřebínky – hranami zvýrazněnými ve štuku (omítce). Jednotlivé části lodi jsou opticky odděleny přízedními pilíři (pilastry).
Na severní straně se nachází kaple Nejsvětější Trojice. Strop kaple je vyřešen velmi plochou kupolí, tzv. českou plackou, na které je freska Nejsvětější Trojice. Předsíňka s emporou a podvěží jsou také zaklenuty klenbou křížovou hřebínkovou. Sakristie je sklenuta plackou stejně jako barokní kaple. Oratoř v patře má klenbu valenou s výsečemi.

### Kněžiště

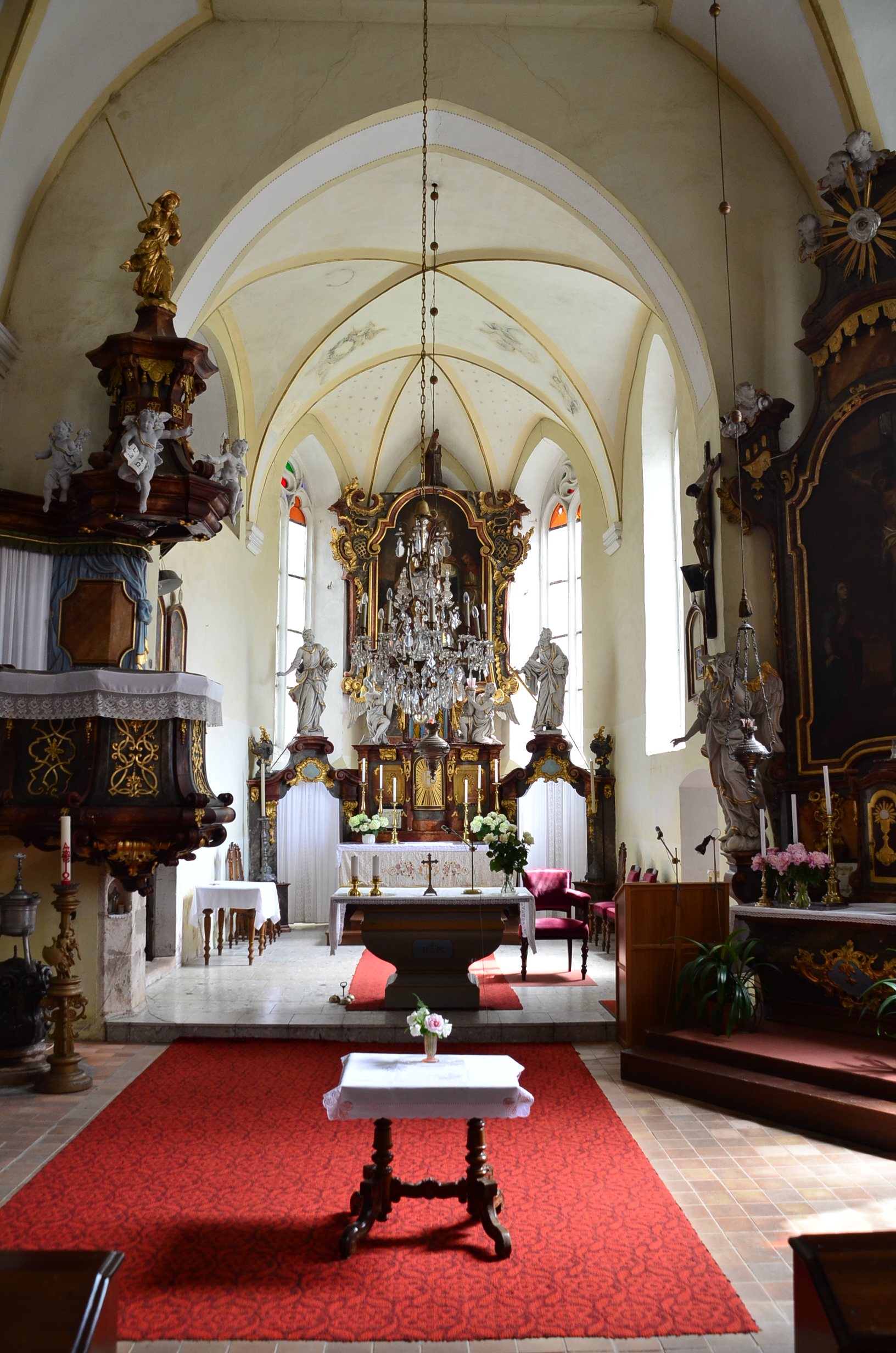
Presbytář s oltářem sv. Mikuláše

Presbytář je zaklenutý jedním polem křížové klenby nad obdélníkovým půdorysem. Na obdélné pole navazuje trojboký závěr, jehož klenba se napojuje na křížové pole. Čela kleneb v závěru mají tvar lomených parabol. V průsečíku žeber kleneb se nenachází svorníky. Žebra vbíhají plynule do zdí, zakončeny jsou pouze drobnou konzolou ve tvaru profilované římsy.
Na ose presbytáře je umístěn hlavní oltář sv. Mikuláše.
Je zde umístěno sedadlo pro předsedajícího umístěné čelem k lidu, bočně jsou umístěna sedadla pro ministranty.
Severně od prostoru presbyteria se nachází sakristie. Nad sakristií je díky polokruhovým otvorům do prostoru otevřena oratoř.
Do prostoru kněžiště ústí pět gotických lomených oken.
Od lodi je presbytář oddělen také mírným vyvýšením pomocí jednoho schodu.

### Loď
Loď je zaklenuta dvěma klenebními poli, stejně jako presbytář, křížovou klenbou, jejíž žebra jsou svedena na pilíře zakončené římsou, v protnutí taktéž bez svorníků. Od presbytáře je loď oddělena tzv. vítězným (triumfálním) obloukem, který je zde spíše jen v náznaku.
Do lodi vedou dva vstupy. Hlavní vstup vedoucí portálem skrze podvěží vede ze západní strany. Ze strany jižní, směrem blíže k presbytáři, vede vchod boční skrze předsíňku.
V prostoru lodi jsou rozmístěny lavice pro účastníky bohoslužeb, v západní části se nachází kruchta s varhanami. V naznačeném triumfálním oblouku na severní straně je zavěšena kazatelna, přístupná ze sakristie. Na opačné straně se nachází boční oltář – tzv. Zásmucký.
Do lodě vedou tři gotická okna – dvě z jižní strany a jedno ze strany severní.

### Oltáře

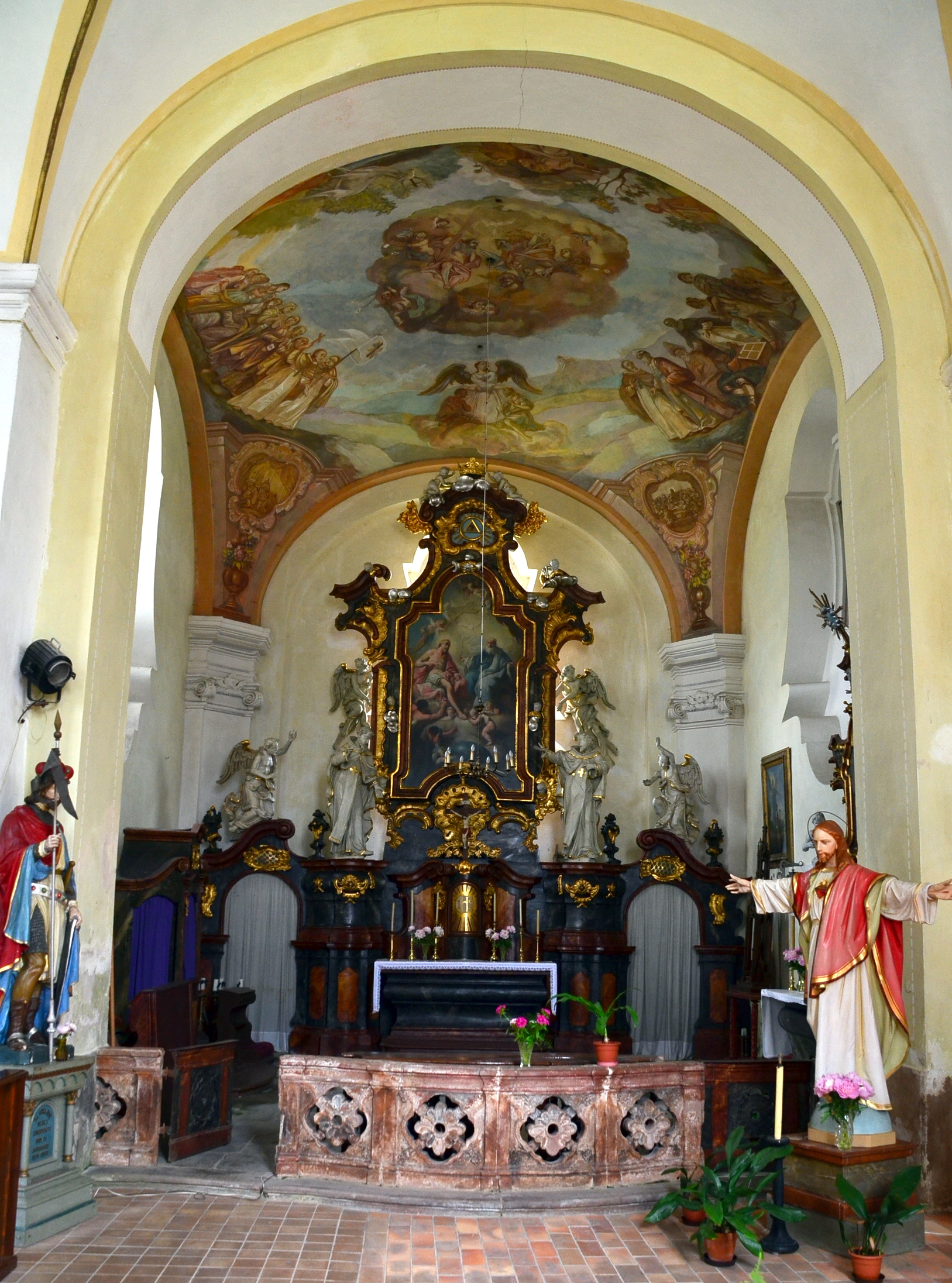
Barokní kaple Nejsvětější Trojice

V kapli sv. Trojice se nachází dva boční rokokové oltáře zřízené roku 1799 Janem Grauperem, jenž byl úředníkem branského a jilemnického panství. Čelní oltář je zasvěcen sv. Janu Křtiteli, boční oltář na straně sakristie, dílo J. Kraupara z Broumova z roku 1799, je zasvěcen sv. Anně a zdobí jej současné obrazy. V kapli se také nachází cenný kříž vykládaný perletí původem z Itálii, kde vznikl v 17. století.
Hlavní oltář je rokokový, dřevěný s vyobrazením sv. Mikuláše. Původní malba byla sejmuta a nahrazena roku 1857 obrazem od prof. Jana Kostěnce (1834–1905) z Prahy. Na bocích oltáře jsou umístěny sochy sv. Petra a Pavla. Vedlejší oltář sv. Kříže, tzv. Zásmucký, darovala kostelu roku 1647 panna Anna Marie ze Zásmuk, stejně jako obraz Panny Marie s vypodobením samotné dárkyně jak klečí na kolenou a znakem rodu ze Zásmuk – holubem hřivnáčem nesoucím v zobáku olivovou ratolest. Oltář zdobí pozlacený obraz Ukřižovaného Krista, dílo Filipa Laugnera z Liberce, jež nahradilo původní sešlý obraz se stejným námětem. Obraz je darem kostelu od obchodníka z Branné - Františka Antonína Střížka.
Dříve se v kostele nacházely jiné tři oltáře: oltář proměnění Ježíše; narození Ježíše Krista zřízený Jakubem Formánkem roku 1657; sv. Jakuba, který nechal v první polovině 17. století zhotovit Martin Pecha z Krásné Hory s nápisem: „Martin Pecha z Krásné hory sdělal ke cti a slávě Boží. Proste Boha za něho!“

### Výzdoba a vybavení

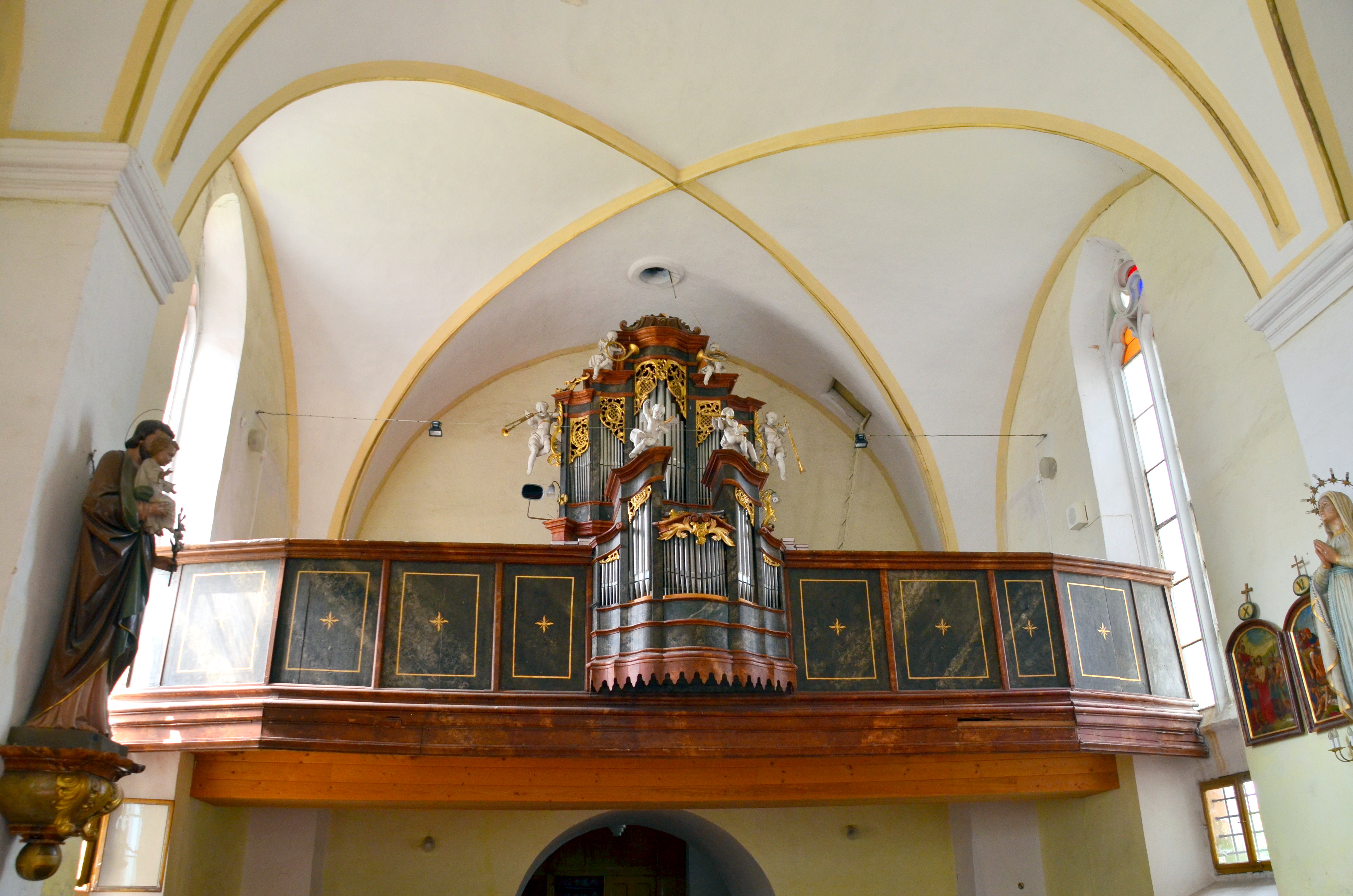
Kruchta s rokokovými varhanami

Pod kazatelnou je umístěna cínová renesanční křtitelnice ze 16. století, dar Zdeňka z Valdštejna a jeho manželky, jejichž znaky křtitelnici zdobí. Na příklopu trojnohé křtitelnice na barokním podstavci je křížek s vyobrazením Ukřižovaného a letopočty 1636 a 1684.
Barokní kazatelna z 1. poloviny 18. století je dřevěná, vyřezávaná a bohatě zdobená se zlacením, nachází se na severní straně lodi před presbyteriem. Stříška kazatelny zdobená sochami andělíčků se s půdorysem řečniště shoduje jen částečně, nachází se jen nad jeho do prostoru vystouplejší částí. Zpovědnice je z 2. poloviny 18. století.
V dřevěných skříních branského oratoria, které se nachází nad předsíňkou a sakristií, je uschována knihovna vikáře Jana Antonína Želízka obsahující latinské náboženské spisy.
Původní varhany pocházely z roku 1653 a byly darem od prefekta panství ve Branné Václava Weyrycha z Gemsenfelsu. Kvůli nedostatečné velikosti byly roku 1776 vyměněny za nové, rokokové, zhotovené varhanářem Ambrožem Tauchmanem a zdobené malbami místního malíře Jana Procházky. Nové varhany zaplatilo Bratrstvo Nejsvětější Trojice a obchodník Františka Antonín Střížek.
Před kaplí Nejsvětější trojice se nachází po levé ruce (při pohledu do kaple) socha sv. Václava v panovnickém oděvu, s knížecí korunou a kopím s praporem v ruce. Po pravé ruce je umístěna socha Ježíše Krista s rozpřaženýma rukama. Obě sochy jsou dřevěné a polychromované.

## Bratrstvo Nejsvětější Trojice při kostele sv. Mikuláše
Začátek fungování bratrstva není datován, zrušeno bylo roku 1785, za vlády Josefa II. Členové bratrstva byli občané z Branné, konkrétní jména však také nejsou známá. Náplní byly schůze a účast na pohřbech, kdy se členové bratrstva modlili po celou noc u zesnulého. Další funkcí byla jakási forma peněžního ústavu, od bratrstva si bylo možné peníze vypůjčit (s úrokem), naopak potřebným se podpora dávala.